# Equans
Pour les articles homonymes, voir Equans.
Equans est une entreprise française de services multitechniques faisant partie du groupe Bouygues (auparavant filiale d'Engie). Entreprise présente dans plus de 17 pays pour environ 74 000 employés dans le monde, dont 27 000 en France, elle est une des entreprises françaises les plus importantes de son domaine, derrière son concurrent Vinci Énergies.

## Histoire
Fondée en juin 2021 à partir de diverses entreprises de services telles qu'Ineo, Axima, Cofely Services ou encore Fabricom issues du groupe industriel français Engie (vendue au groupe Bouygues sous l'entité Engie Solutions), Equans est remodelée en tant que nouvelle entité dans le cadre d'un recentrage du groupe vers les énergies renouvelables. Dès sa création, l'énergéticien prévoit l'éventualité d'une vente de sa filiale à un groupe industriel ou à des fonds d'investissement. Cette mise en vente est officialisée en septembre 2021. Se font notamment face les groupes industriels français Spie, Eiffage et Bouygues, les fonds d'investissement américains Bain Capital, Advent International, Carlyle Group, et européens CVC Capital Partners et PAI Partners. C'est finalement le groupe Bouygues qui finalise le rachat de l'entreprise en octobre 2022 (pour un montant de 6,1 milliards d'euros et la regroupe avec sa filiale « Énergie et Services », le nouvel ensemble formant ainsi la principale activité du groupe.
En septembre 2023, Equans annonce avoir signé un accord en vue de la vente de ses activités de réseaux de chauffage au Royaume-Uni (Equans Urban Energy) pour un montant de 260 millions de livres sterling (302 millions d'euros). En décembre 2023, la vente est finalisée.

## Activités
Aujourd'hui acteur majeur dans les secteurs du génie électrique, climatique, de la mécanique, et de la maintenance, l'entreprise cherche essentiellement à se développer dans le secteur de l'efficacité énergétique ,. Equans se positionne également en acteur dans le secteur du transport et de la distribution d'électricité  ou encore celui des télécommunications .

## Filiales
- Axima France
- Ineo
- ECIA
- Fabricom (Belgique)
- Eras
- O.C.I.S. - Omega concept impianti e sistemi (Italie)